# Meliola polytricha
Meliola polytricha är en svampart som beskrevs av Kalchbr. & Cooke 1879. Meliola polytricha ingår i släktet Meliola och familjen Meliolaceae.   Inga underarter finns listade i Catalogue of Life.